# عسگرلو (هوراند)
عسگرلو یکی از روستاهای استان آذربایجان شرقی است. که در دهستان چهاردانگه شهرستان هوراند واقع شده است.

## موقعیت جغرافیایی
(روستای نقدی) در بخش دودانگه ودر ۷ کیلومتری شهرستان هوراند واقع شده است.

### محصولات
روستای (نقدی) سالیانه با پیاز،سیر،گندم،زغال اخته،توت و گردو ،بخشی از نیاز های شهرستان هوراند ونیز بخشی از شهرستان های همجوار رو تامین میکند.

## جاذبه های گردشگری
(روستای نقدی) با جاذبه های گردشگری و طبیعی خود در منطقه ییلاقی بیلدران که با (غار های حیرت انگیز وشگفت انگیز ،کوه هایی همچون بالی کمند و بالی قایا و همچنین باغات علی آباد)که در خود جایی داده است.یکی از مناطق گردشگری (شهرستان هوراند) محسوب میشود.